# Henicorhina
Henicorhina é um género de ave da família Troglodytidae.

## Espécies
Este género contém as seguintes espécies:
- Henicorhina leucophrys (Tschudi, 1844)
- Henicorhina leucoptera Fitzpatrick, Terborgh & Willard, 1977
- Henicorhina leucosticta (Cabanis, 1847)
- Henicorhina anachoreta Bangs, 1899
- Henicorhina negreti Salaman, Coopmans, Donegan, Mulligan, Cortés, Hilty & Ortega, 2003